# Chrysocrambus brutiellus
Chrysocrambus brutiellus är en fjärilsart som beskrevs av Bassi 1985. Chrysocrambus brutiellus ingår i släktet Chrysocrambus och familjen Crambidae. Inga underarter finns listade i Catalogue of Life.